# ʿAbd al-Latīf al-Baghdādī (Politiker)

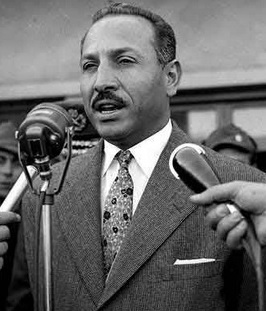
Baghdādī im Februar 1958

ʿAbd al-Latīf al-Baghdādī (arabisch عبد اللطيف البغدادي, DMG ʿAbd al-Laṭīf al-Baġdādī; * 20. September 1917 in al-Mansūra, Sultanat Ägypten; † 9. September 1999 in Kairo, Ägypten) war ein ägyptischer Politiker, hoher Luftwaffenoffizier und Richter. Baghdādī gehörte zunächst der Bewegung der Freien Offiziere an, die in der Revolution von 1952 die Monarchie in Ägypten stürzte. Später war er  Vizepräsident von Dschamāl ʿAbd an-Nāsir. Der französische Schriftsteller Jean Lacouture bezeichnete Baghdādī als „robusten Manager“, dem lediglich „eine mit Nāsirs vergleichbare Statur“ fehlte. Aufgrund von Nāsirs zunehmend sozialistischer und pro-UdSSR-Politik kam es zu Differenzen zwischen den beiden Führern. Dennoch gelang es Baghdādī, die Beziehungen zu Nāsir vor dessen Tod im Jahr 1970 wieder zu verbessern. 1964 zog sich Baghdādī aus dem politischen Leben zurück.

## Frühes Leben
Baghdādī wurde am 20. September 1917 in al-Mansūra geboren. Er absolvierte 1938 die ägyptische Militärakademie und später die Luftwaffenakademie. Er stieg bis zum Rang eines Flügelkommandanten der ägyptischen Luftwaffe auf und wurde von der ägyptischen Regierung unter Premierminister Mustafā an-Nahhās zu Beginn des arabisch-israelischen Krieges von 1948, noch vor der Ankunft der ägyptischen Armee, an der Seite der Arabischen Befreiungsarmee (ALA) in den Kampf geschickt.

## Freie Offiziere und Revolution

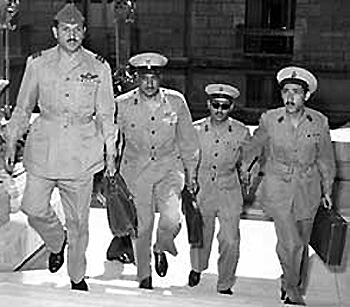
Die Freien Offiziere in Kairo, 1952. Baghdādī ist links neben Nāsir zu sehen.

Später wurde Baghdādī einer der zehn Gründungsmitglieder der Bewegung der Freien Offiziere. Während der Revolution von 1952, die von den Freien Offizieren geleitet wurde, kommandierte Baghdādī Düsenjägereinheiten, die Kairo umkreisten, um eine mögliche ausländische Einmischung in den Putsch gegen König Fārūq zu verhindern. Nach der Machtergreifung der Freien Offiziere ernannte der Hauptverantwortliche des Staatsstreichs und neue ägyptische Premierminister, Dschamāl ʿAbd an-Nāsir, Baghdādī zum Vorsitzenden eines Sondergerichts. Dieses Gericht wurde gegründet, um Mitglieder der Monarchie zu verurteilen, darunter der ehemalige General Husain Sirrī ʿĀmir und der Führer der Wafd-Partei, Fu'⁠ād Sirādsch ad-Dīn, die zu langjährigen Haftstrafen verurteilt wurden. Die meisten Strafen wurden jedoch später umgewandelt.
Baghdādī schloss sich auch dem Ägyptischen Revolutionären Kommandorat (RKR) an. Im Jahr 1953 wurde er zum Generalinspekteur der ersten politischen Organisation der Revolution, der Befreiungsversammlung, ernannt. Um Muhammad Nadschīb, den von den Freien Offizieren eingesetzten Präsidenten Ägyptens, abzusetzen und durch Nasser zu ersetzen, ernannte Nāsir Baghdādī vorübergehend zum Verteidigungsminister, nachdem er den bisherigen Nadschīb-freundlichen Offizier abgelöst hatte. Diese Position hatte Baghdādī von 1953 bis 1954 inne. Als Nadschīb Ende 1954 seines Amtes enthoben und verhaftet wurde, war Nāsir immer noch Premierminister und versetzte Baghdādī in das Amt des Ministers für kommunale Angelegenheiten. In dieser Funktion war er für den Bau der Nilküstenstraße in Kairo sowie vieler anderer neuer Straßen in ganz Ägypten verantwortlich. Aus diesem Grund wurde Baghdādī von seinen Rivalen manchmal sarkastisch als Abd ar-Rasīf al-Baghdādī bezeichnet, wobei Rasīf auf Arabisch „Bürgersteig“ bedeutet.

## Rolle in der Sueskrise
Nachdem die israelischen Streitkräfte 1956 mit Unterstützung britischer und französischer Kampfflugzeuge die ägyptischen Streitkräfte von der Sinai-Halbinsel und dem zuvor von Nasser verstaatlichten Suezkanal vertrieben hatten, geriet der ägyptische Kommandeur ʿAbd al-Hakīm ʿĀmir in Panik und schlug vor, sich zu ergeben. Trotzdessen weigerte sich Nāsir und beauftragte stattdessen Baghdādī damit, den ägyptischen Widerstand entlang des Kanals zu organisieren. Nach dem Sueskrieg ernannte man Baghdādī zum Generalverwalter für den Wiederaufbau des Kanalgebiets, und er leistete laut dem Autor Saʿīd Abū ar-Rīsch "bewundernswerte Arbeit". Zusätzlich wurde er zum Kommunikationsminister ernannt und gehörte zusammen mit Zakariyā Muhiī ad-Dīn und ʿĀmir einem Ausschuss an, der die Kandidaten für die neu eingerichtete 350-köpfige Nationalversammlung prüfte. Schließlich wurde Baghdādī zum Sprecher der ersten Nationalversammlung gewählt.

## Rücktritt und Nachspiel

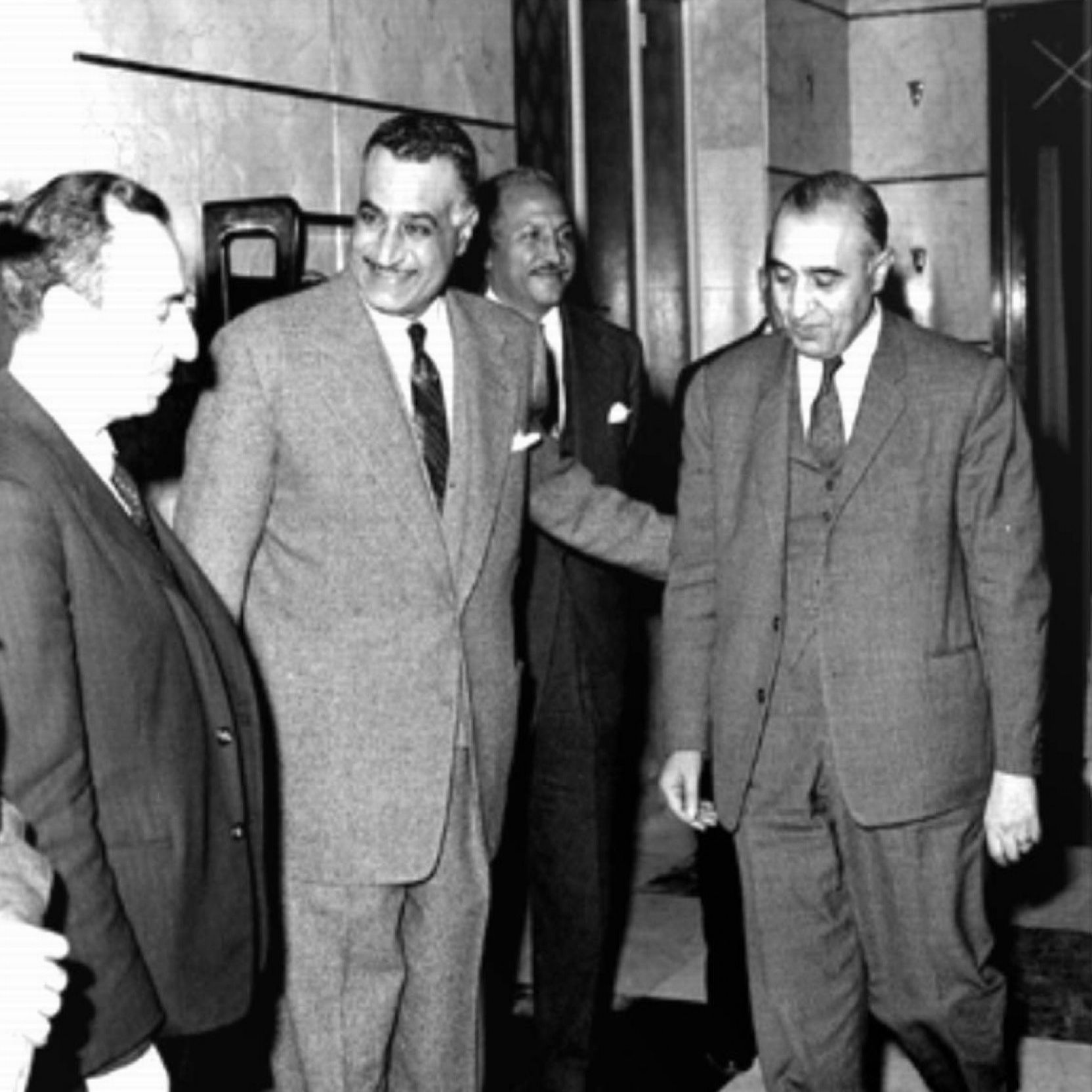
Baghdādī (Dritter von links) mit Präsident Dschamāl ʿAbd an-Nāsir (Zweiter von links) und den Gründern der Baʿth-Partei Mīschīl Aflaq (Erster von links) und Salāh ad-Dīn al-Bītār (Vierter von links) in Syrien, 1963

Am 24. Februar 1958 begleitete Baghdādī Nāsir auf seiner Reise nach Damaskus, nachdem Syrien und Ägypten zur Vereinigten Arabischen Republik (VAR) vereinigt worden waren. In der neuen Republik wurde er zum Vizepräsidenten der Provinz Ägypten ernannt, während er gemeinsam mit ʿĀmir diese Position innehatte. In den frühen 1960er Jahren übernahm Boghdadi zusätzlich die Ämter des Planungsministers und des Finanzministers. Kurz nach dem Zusammenbruch der VAR im Jahr 1962 führte Nasser ein wirtschaftliches System nach dem Vorbild der UdSSR ein, das Baghdādī ablehnte. Er war strikt gegen die umfassenden sozialistischen Maßnahmen und das neue System insgesamt. Baghdādī kündigte seinen Rücktritt an und begründete dies damit, dass Nāsirs Verhalten eine Orientierungslosigkeit zeige. Darüber hinaus zog er engere Beziehungen zu den Vereinigten Staaten statt zur UdSSR vor. Im Jahr 1963 warnte Baghdādī Nāsir davor, dass ʿĀmir, dessen Beziehung zu Nāsir besonders eng war, aber zu dieser Zeit erodierte, ihre Telefone abhörte. Er warf Nāsir vor, dies zugelassen zu haben.
Am 16. Mai 1964 reichte Baghdādī erneut seinen Rücktritt ein, da er mit Nāsirs Entscheidung, ägyptische Truppen zur Unterstützung von Nāsirs Partisanen im Bürgerkrieg nach Nordjemen zu entsenden, nicht einverstanden war. Er verglich diesen Krieg mit "Nāsirs Vietnam". Baghdādī plädierte auch für eine vorsichtigere Politik des "Ägypten zuerst". Als Reaktion auf seinen Rücktritt setzte Nāsir Baghdādīs Bruder Saʿd unter Hausarrest und verhinderte, dass sein Schwager nach Großbritannien reiste, um seinen Doktortitel abzuschließen. Nāsir behauptete zudem, dass Baghdādī in illegale Aktivitäten der Muslimbruderschaft verwickelt sei.

## Späteres Leben und Tod
In der Folge zog sich Baghdādī aus dem politischen Leben zurück, obwohl das Zerwürfnis zwischen ihm und Nāsir noch vor 1970 beigelegt werden konnte. In seinen Memoiren gibt Baghdādī an, dass Nāsir geplant hatte, ihn unmittelbar vor seinem Tod im September 1970 zum Vizepräsidenten zu ernennen, um die Machtübernahme durch den damaligen Vizepräsidenten Anwar as-Sādāt zu verhindern. Laut Aussagen enger Vertrauter Nāsirs forderte dieser Baghdādī auf, wieder in die Regierung einzutreten und sein Stellvertreter zu werden, da er Sādāt als Belastung ansah. Da Baghdādī zuvor aufgrund der engen Beziehungen zur UdSSR zurückgetreten war, erkundigte er sich bei Nāsir nach der Art des neuen informellen ägyptisch-sowjetischen Bündnisses, das nach der entscheidenden Niederlage Ägyptens im Sechstagekrieg mit Israel 1967 zustande kam. Beide waren sich einig, dass Baghdādī allein die UdSSR besuchen sollte, um sicherzustellen, dass es keine unterschiedlichen Auffassungen darüber gab, was die neuen Beziehungen zwischen den beiden Ländern bedeuteten.
1972, während der Präsidentschaft von Sādāt, verfassten Baghdādī und neun weitere prominente ehemalige Mitglieder der ägyptischen Regierung eine Mitteilung an Sādāt. In dieser kritisierten sie seine Regierung aufgrund ihrer "übermäßigen Abhängigkeit von der Sowjetunion". Des Weiteren lehnte Baghdādī 1978 Sādāts Friedensvertrag mit Israel ab, ebenso wie alle anderen noch lebenden ehemaligen RKR-Mitglieder.
Am 8. September 1999 wurde Baghdādī aufgrund von Komplikationen aufgrund von Leberkrebs ins Krankenhaus eingeliefert. Am folgenden Tag wurde er im Alter von 81 Jahren für tot erklärt. Am 10. September fand in einem Vorort von Kairo ein Staatsbegräbnis für Baghdādī statt. An den Feierlichkeiten nahmen der damalige ägyptische Präsident Husnī Mubārak und andere hochrangige Regierungsvertreter teil. Mubārak gab eine Erklärung ab, in der er sagte, dass Baghdādī "seinem Land mit Hingabe gedient" habe.